# Медаковић III
Медаковић III, или колоквијално Медак III, насеље је које се већим делом простире на територији општине Вождовац, а мањим општине Звездара. Према последњем попису из 2011. године има 13.333 становника. У њему се налази окретница аутобуса 18 и 26Л, тролејбуса 29 и ноћне аутобуске линије 29, док кроз, односно поред насеље пролазе и линије 20 и 50.

## Аутобуске линије
- 18 (Медаковић III—Земун Бачка)
- 20 (Миријево—Велики Мокри Луг)
- 26Л (Медаковић III—Браће Јерковић II/Падина/)
- 50 (Устаничка—Баново брдо)

## Тролејбуске линије
29 (Студентски трг—Медаковић III)

## Ноћне линије
29 (Студентски трг—Медаковић III) — ноћна аутобуска линија 29 саобраћа као пандан тролејбуској линији 29

## Положај
Медаковић III се граничи са насељем Медаковић II (на западу), Медаковић Падином (на југу) и Великим Мокрим Лугом (на југоистоку). У непосредној близини насеља налазе се насеља Медаковић I, Маринкова бара и Браће Јерковић.
Плави мост спаја Медаковић III и Коњарник.

## Институције
На територији насеља Медаковић III налази се основна школа Милан Ђ. Милићевић која је једна од најмлађих школа на територији града Београда. На граници са насељима Браће Јерковић и Медаковић II. налазе се вртић Сестре Букумировић као и црква Светог Јована Владимира. У целом насељу налазе се две месне заједнице, једна амбуланта Дома здравља Вождовац, као и тржни центар који је позициониран у средишњем делу насеља.